# Torrazza Coste

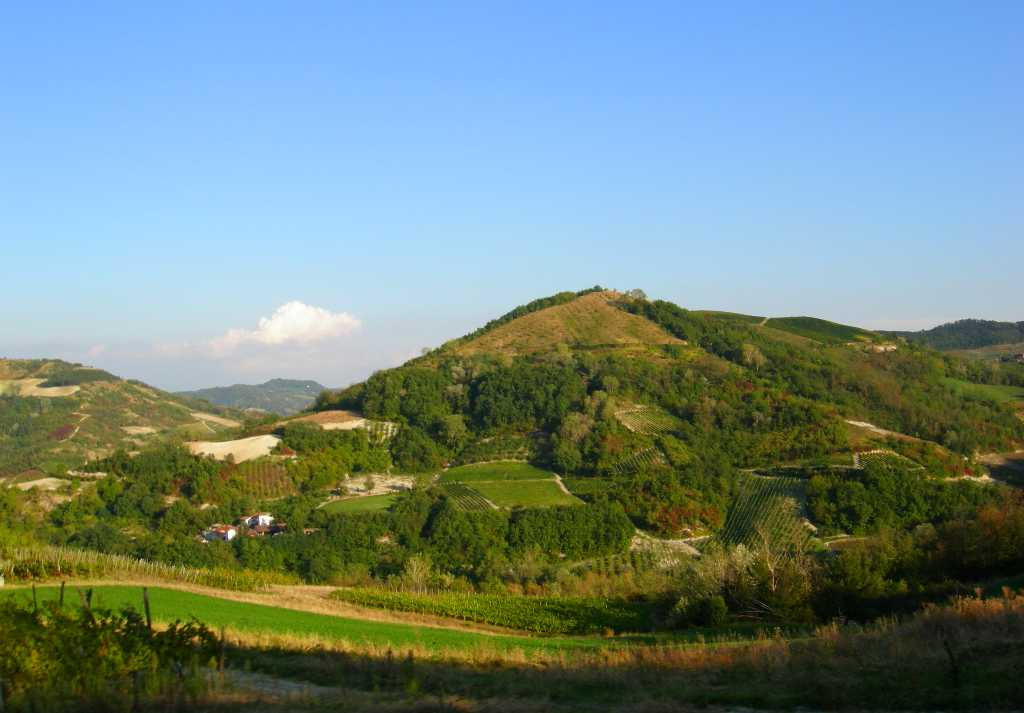
Blick auf die Hügel bei Torrazza Coste

Torrazza Coste ist eine norditalienische Gemeinde (comune) mit 1588 Einwohnern (Stand 31. Dezember 2023) in der Provinz Pavia in der Lombardei. Die Gemeinde liegt etwa 24 Kilometer südsüdwestlich von Pavia in der Oltrepò Pavese und gehört zur Comunità Montana Oltrepò Pavese.

## Geschichte
Reste eines Dianatempels zeigen, dass die frühere römische Siedlung von einiger Bedeutung war. In einem Diplom von Friedrich I. aus dem 12. Jahrhundert wird der Ort als Turris Centum Costarum erwähnt.

## Verkehr
Der frühere Bahnhof von Torrazza Coste lag an der Bahnstrecke Voghera–Varzi, bis diese 1966 geschlossen wurde.